# Ana María Urchueguía Asensio
Ana María Urchueguía Asensio (Sant Sebastià, 1952) és una política socialista basca. Membre d'Amakunde, ha estat presidenta de la indústria Lasarte-Oria. i consellera general de Kutxa. Com a militant del PSE-PSOE i més tard de PSE-EE ha estat tinent d'alcalde d'Hernani el 1979-1985, juntera de la Diputació de Guipúscoa el 1987-1991 i alcaldessa de Lasarte-Oria des de 1987. També fou escollida senadora per Guipúscoa a les eleccions generals espanyoles de 1993.

## Trajectòria política
Amb 27 anys, va ocupar el seu primer càrrec institucional com a regidor a l'Ajuntament de Hernani en les primeres eleccions municipals democràtiques. En aquella època, gran part de l'actual municipi de Lasarte-Oria pertanyia al terme municipal d'Hernani.
El 31 de gener de 1986 les Juntes Generals de Guipúscoa van aprovar constituir el municipi de Lasarte-Oria, segregant part dels termes municipals d'Hernani, Andoáin i Urnieta. La Diputació Foral de Guipúscoa va nomenar una comissió encapçalada per Ana Urchueguía perquè governés el nou municipi fins a les següents eleccions municipals. Finalment la política socialista va governar durant 24 anys després d'haver guanyat sis eleccions seguides.
Durant la seva trajectòria com a alcaldessa va sofrir de prop la violència de ETA. Especialment quan el seu company de partit i primer tinent alcalde Froilán Elespe va ser assassinat per la banda armada el 21 de març de 2001.
En 2010 va renunciar al seu càrrec d'alcaldessa en ser nomenada Delegada del País Basc a Xile i el Perú, càrrec del qual va cessar en 2013 després de ser desallotjat el seu partit, el PSE, del Govern Basc.

## Rerències
1. ↑  Fitxa d'Ana María Urchueguia al Senat
2. ↑  Urchueguía será delegada de la SPRI en Chile y dejará la Alcaldía de Lasarte-Oria, Diario Vasco, 23 de febrero de 2010
3. ↑  El Gobierno vasco cesa a los delegados internacionales nombrados por López, El Correo, 8 de enero de 2013